# صيغة بايلي-بورفاين-بلوف
صيغة بايلي-بورفاين-بلوف (بالإنجليزية: Bailey–Borwein–Plouffe formula)‏ هي صيغة تمكن من حساب π.
{\displaystyle \pi =\sum _{k=0}^{\infty }\left[{\frac {1}{16^{k}}}\left({\frac {4}{8k+1}}-{\frac {2}{8k+4}}-{\frac {1}{8k+5}}-{\frac {1}{8k+6}}\right)\right]}